# Nahanarvaler
Die Nahanarvaler (lateinisch Nahanarvali, auch Naharvali) waren ein germanischer Stamm. Der römische Geschichtsschreiber Tacitus zählte sie gemeinsam mit den Hariern, Helvekonen, Manimern und Helisionen zu den fünf Hauptstämmen der Lugier. Tacitus berichtet außerdem:

„Bei den Nahanarvalern zeigt man einen Hain mit einem altertümlichen Kult. Vorsteher ist ein Priester in Frauentracht, aber die Götter sollen nach römischer Auffassung Kastor und Pollux entsprechen. Dies ist nämlich das Wesen der Gottheit, ihr Name ist Alken. Es gibt aber keine Götterbilder, kein Anzeichen für einen ausländischen Kult; doch verehrt man sie als Brüder, als junge Männer.“

Tacitus schildert also einen Kult, den die Germanen um die Alcis-Brüder betrieben haben sollen. Als Interpretatio Romana gibt er das Brüderpaar Castor und Pollux, die Dioskuren, an (für eine ausführliche Interpretation der Textstelle siehe auch den Artikel Alcis). Zur etymologischen Herkunft des Namens gibt es verschiedene Theorien. Die Nahanarvaler gingen später im Volk der Vandalen auf.